# Bundesgymnasium und Bundesrealgymnasium Freistadt

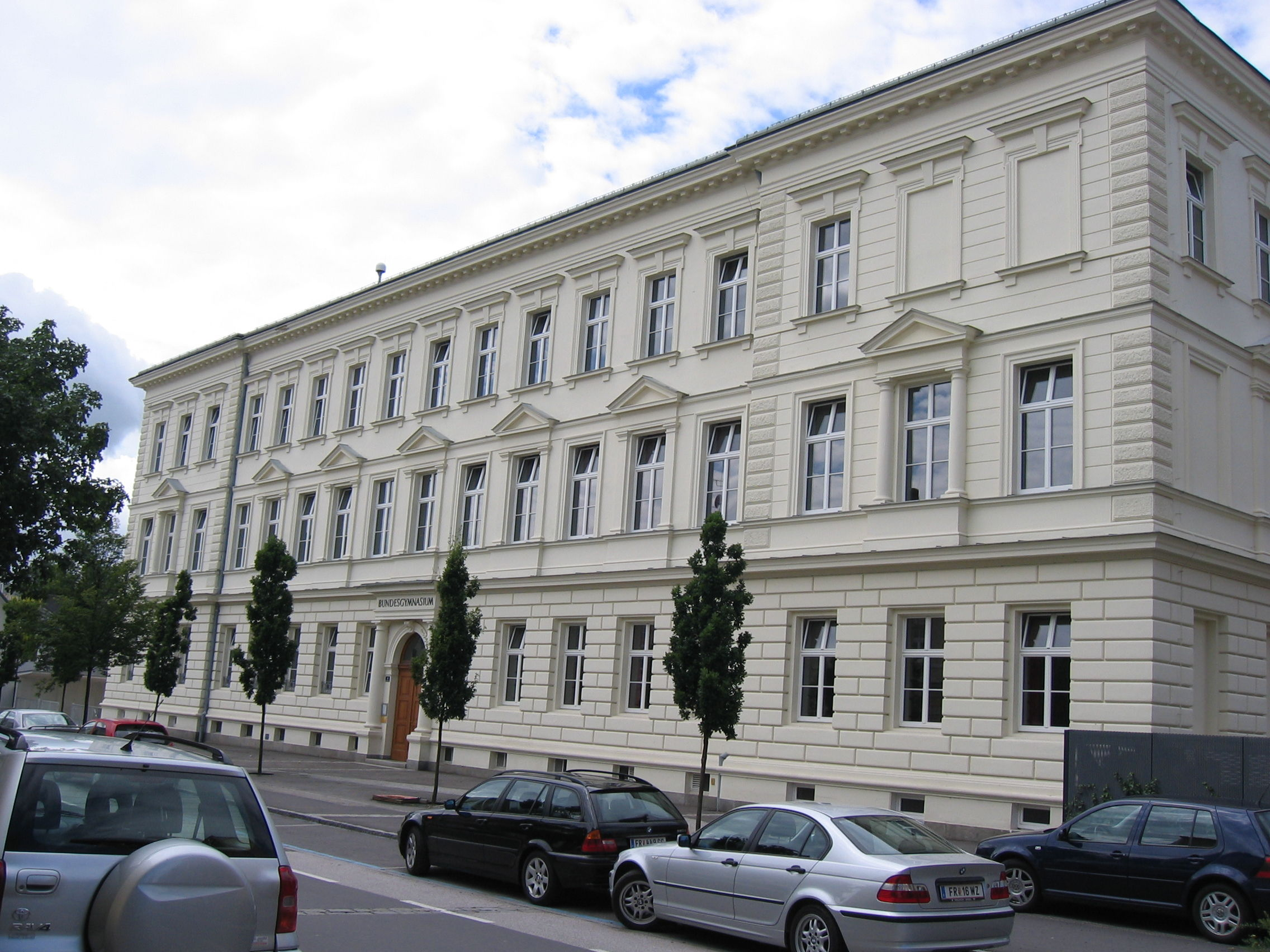
Gymnasium (Altbau)

Das Bundesgymnasium und Bundesrealgymnasium Freistadt ist ein Gymnasium und Realgymnasium in der Stadt Freistadt in Oberösterreich.

## Geschichte
Die Schule ist das älteste Gymnasium im gesamten Mühlviertel. Eine Lateinschule wurde 1543 zum ersten Mal in der Stadt erwähnt, die einige Jahrzehnte später wegen Schülermangel geschlossen wurde. 1761 starteten die Piaristen den zweiten Versuch einer Lateinschule, die ebenfalls wegen Schülermangels im Jahr 1787 geschlossen wurde. Im Februar 1866 beschloss der Gemeinderat unter Bürgermeister Kaspar Schwarz die Errichtung eines Unterstufengymnasiums, der dritte Versuch zur Etablierung des Schultypes in der Stadt. Am 25. Dezember des Jahres genehmigte Kaiser Franz Joseph die Errichtung der Schule, die mit Beginn des Schuljahres 1867/68 als Jungenschule den Betrieb aufnahm. Die Schule befand sich damals im 2. Stock des Rathauses, das für diesen Zwecke adaptiert wurde. 1868/69 wurde das Rathaus um einen Stock erhöht, um allen Schülern Platz zu bieten. 1871 wurde die 5. Klasse (9. Schulstufe) eingerichtet, erst im Juni 1872 erfolgte die offizielle Errichtung eines vollständigen Obergymnasiums. 1875 schloss der erste Maturajahrgang mit acht Schülern ab.
1887 wird die Stadtgemeinde nach einer Inspektion vom Kultusminister Paul Gautsch vor die Wahl gestellt, entweder ein neues Schulgebäude bis 1889 bauen und jährlich 5000 Gulden an den Staatsschatz zahlen oder die Aufhebung des Gymnasiums. Die Stadt entschloss sich für den Neubau. Daher entstand zwischen 1888 und 1890 für rund 111.000 Gulden ein Neubau vor dem Linzertor im ehemaligen Thury-Garten. Aus Anlass des 40-jährigen Regierungsjubiläums des Kaisers bekam das Gymnasium im Jahr 1890 den Namen Kaiser-Franz-Josef-Staatsgymnasium.
Um die Schülerzahl zu gewährleisten, wurde die Stadt verpflichtet, ein Schülerheim zu errichten. Im Jahr 1896 besuchten 211 Schüler die Schule. 1898 erfolgte die Eröffnung des Studentenkonvikts im ehemaligen Schloss Kinsky. Die Kauf- und Adaptierungskosten von rund 20.000 Gulden bezahlte die Stadt. 1907 wurde die erste Schülerin als Hospitantin aufgenommen. Im Ersten Weltkrieg zog das Militär Lehrer und Schüler der höheren Klassen zum Militärdienst ein, dadurch sank die Schülerzahl von 182 im Jahr 1914 auf 99 im Jahr 1917.
1925 folgte die Gründung der Elternvereinigung und zum 60-jährigen Jubiläum 1927, komponierte Franz Neuhofer die Missa academica. Nach dem Weltkrieg folgte die Umbenennung der Schule in Bundesgymnasium Freistadt, 1935 wurde wieder die alte Bezeichnung eingeführt. Eine Büste von Kaiser Franz Josef stand bis 1938 im Vestibül. In der 1. Republik konnten sich auch die zuvor verbotenen Mittelschulverbindungen etablieren, von den drei Freistädter Verbindungen überlebte bis heute nur die K. Ö. St. V. Nibelungia (gegründet 1924).  Im Schuljahr 1933/34 wurde mit 262 Schülern der Höchststand der Zwischenkriegszeit erreicht.
Nach dem Anschluss wurde das Gymnasium in eine Oberschule für Jungen umgewandelt. Der nahe Studentenkonvikt schloss und wurde ein NS-Schülerheim. Die Schülerzahl stieg auf 270 an. Wie schon im Ersten Weltkrieg wurde auch im Zweiten Weltkrieg einige Lehrer und die Schüler der höheren Klassen in den Armeedienst abkommandiert. Ab Herbst 1944 waren die ersten Flüchtlinge im Gymnasium untergebracht. Im April 1945 musste der Unterricht eingestellt werden, die Schule wurde ein Lazarett. Das Gymnasium wechselte für ein Jahr in das Gebäude des Marianums, alle Schüler mussten das Schuljahr 1944/45 wiederholen. Im Herbst 1946 begann der Unterricht wieder im alten Schulgebäude.
Im Jahr 1947 wurde das humanistische Gymnasium ein Realgymnasium, mit verpflichtetem Latein ab der 3. Klasse (7. Schulstufe). Erst 1955 kletterte die Schülerzahl wieder auf über 200 und die Stadt übergab das Gebäude an den Staat. Da die Schülerzahlen regelmäßig zunahmen und der Altbau zu klein wurde, folgte 1965–69 der erste Ausbau und die Sanierung des Altbestands. In dieser Zeit führte die Schule die bis heute bestehenden beiden Zweige – neusprachlich und realistisch – ein. 1984 folgte der zweite Ausbau, indem ein Chemie- und Physiksaal errichtet wurde. Zusätzlich wurden im Keller Werkräume und EDV-Räume geschaffen. Im Jahr 2003 begann der jüngste Ausbau. Bis 2005 wurde der Bau aus den 1960er Jahren abgerissen und völlig neu errichtet. Die Schüler waren in dieser Zeit in Containern vor dem Altbau untergebracht.

## Bildungsangebot

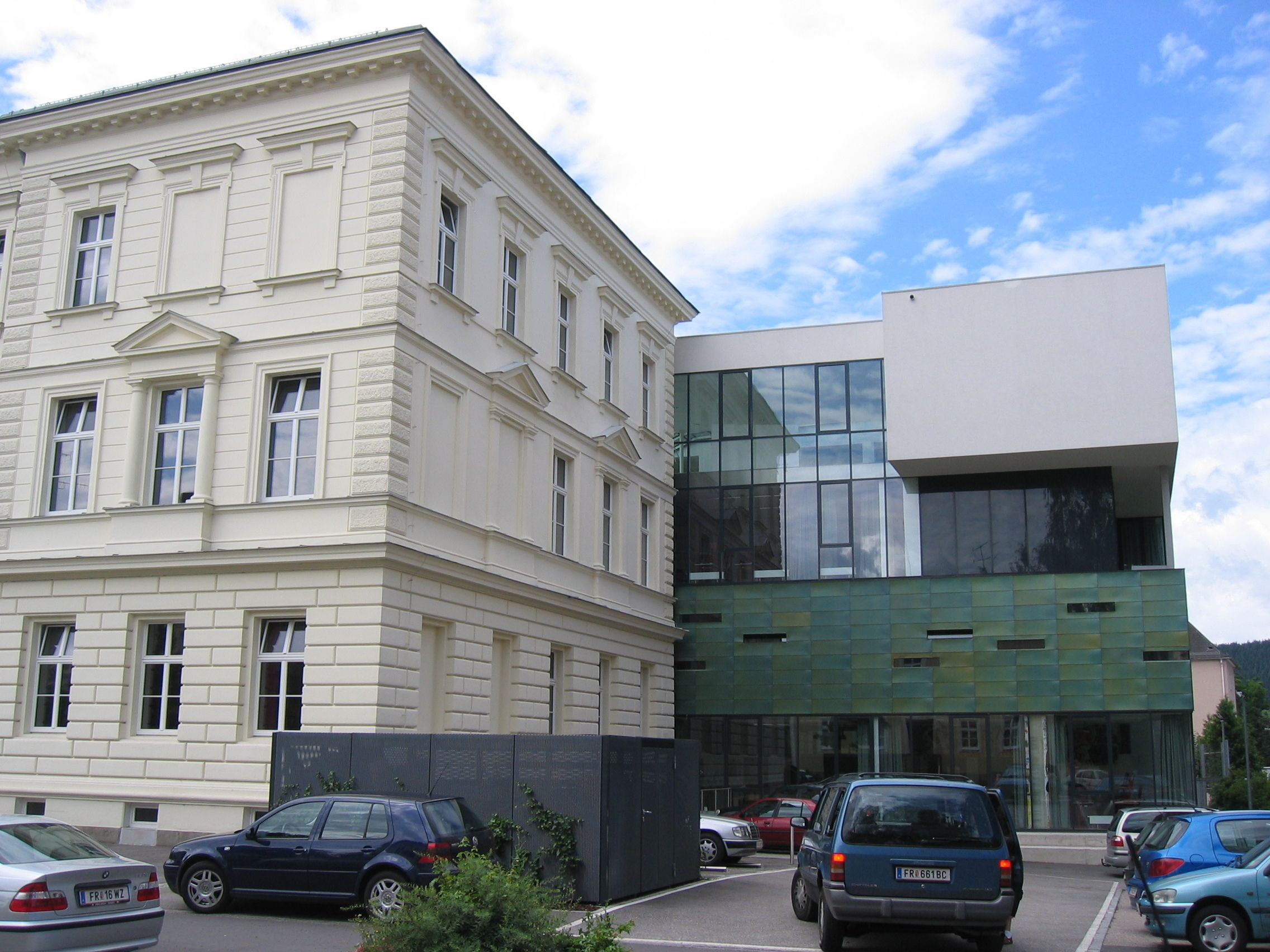
Alt- und Neubau

Die Ausbildung ist in zwei Zweige gegliedert:
- Realistischer Zweig: Die Schwerpunkte sind kreatives Gestalten, Natur und moderne Kommunikationstechnik. Spanisch wird von der 5. bis 8. Klasse gelehrt.
- Neusprachlicher Zweig: Die Schwerpunkte sind Sprechen und Sprache. In der 3. Klasse kann zwischen Französisch oder Spanisch gewählt werden. In der Oberstufe werden Latein und die Grundlagen des Computers unterrichtet.

Weiters bietet die Schule eine Bibliothek, ein Schulradio, Sprach- und Sportwochen, einen Chor, ein Schulbuffet und Förderunterricht. Im Poolraum kann man im Verein Nordpool Gym Freistadt Billard erlernen und an Turnieren teilnehmen.

## Schulradio

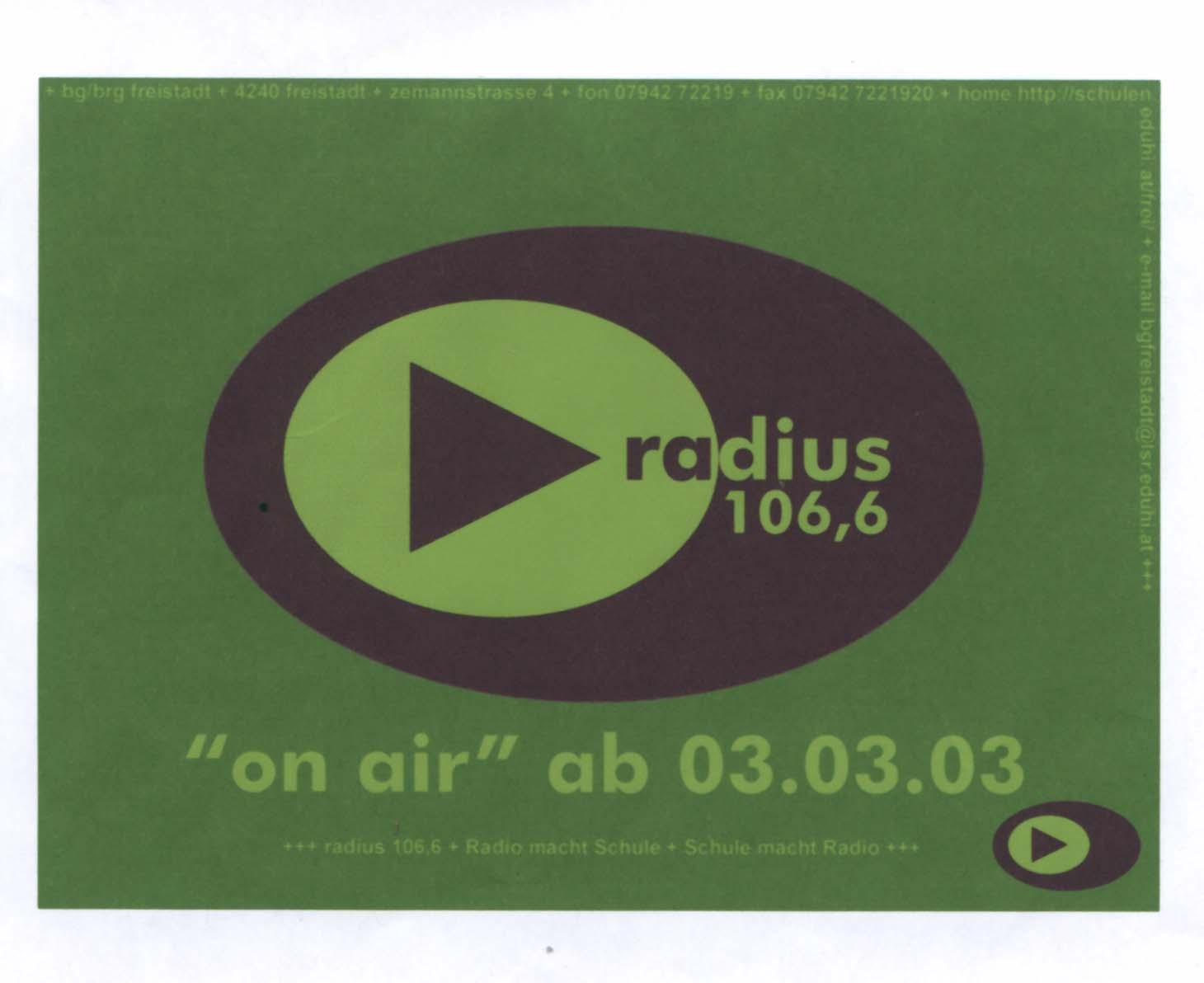
RADIUS 106,6

Das Schulradio mit dem Namen Radius 106,6 wurde im Jahr 2002 ins Leben gerufen. Am 6. Februar 2003 erteilte die Kommunikationsbehörde Austria als Regulierungsbehörde die Bewilligung für den Sendebetrieb als Ausbildungsradio. Am 3. März 2003 ging Radius 106,6 zum ersten Mal auf Sendung. Das Sendestudio, der Vorbereitungs- und Schneideraum befindet sich im Schulgebäude, der Sender steht am Dach der Schule. Nach anfänglichen Probebetrieb sendet das Radio seit Oktober auf der Frequenz 106,6 MHz ein 24-Stunden-Programm mit moderierten Sendungen von Montag bis Freitag zwischen 7:30 Uhr und 20:00 Uhr.
Ausgewählte Sendungen werden auch vom Radiosender Freies Radio Freistadt übernommen.
Das Radio dient als Ausbildungsstätte für Radio-Macher im erweiterten Rahmen des Unterrichts und als Möglichkeit, die Schule nach außen zu öffnen.
Die Zielgruppe sind Lehrer und Schüler des Gymnasiums und die Bewohner von Freistadt. Der Geschäftsführer des Schulradios ist der Direktor, Franz Rührnößl.

## Bekannte Absolventen und hier wirkende Personen
- Ernst Anderl (1907–1983), Oberstudienrat, Lehrer
- Franz Dinghofer (1873–1956), Politiker
- Josef Krims (1907–1980), Lehrer und Träger des Silbernen Ehrenzeichens für Verdienste um die Republik Österreich
- Fritz Lehner (* 1948), Regisseur
- Ludwig Makovsky (1912–1988), Lehrer und Musiker
- Josef Misson (1803–1875), Priester, Lehrer und Dichter
- Roderich Müller-Guttenbrunn (1892–1956), Schriftsteller
- Josef Neuhofer (1828–1906), Musiker
- Franz Neuhofer (1870–1949), Musiker
- Josef Peer (1902–1988), Lehrer und Musiker
- Walther Pessl (1886–1962), Chemiker und Politiker, Abgeordneter zum Wiener Landtag
- Gottfried Pöchinger (1911–1986), Bildhauer
- Roland Spendlingwimmer (* 1946), Missionar
- Hannes Raffaseder (* 1970), Musiker
- Edward Samhaber (1846–1927), Dichter
- Brigitte Schwaiger (1949–2010), Autorin
- Eva Umbauer (* 1970), Radiomoderatorin
- Andrea Winkler (* 1972), Autorin

## Weiteres
Unterhalb der Freisportfläche befindet sich eine öffentliche Parkgarage, die einzige Tiefgarage der Stadt.